# Dolný Harmanec
Dolný Harmanec (in tedesco Unterherm, in ungherese Alsóhermánd) è un comune della Slovacchia ubicato nel distretto di Banská Bystrica, nella regione omonima. Si tratta di un piccolo centro della lavorazione della carta.

## Storia
Il villaggio sorse nel 1540 come centro dedito all'industria della fusione dei metalli ad opera di ricche famiglie di Banská Bystrica: Tanner, Stürzer, Königsberger, Petermann, e infine la ricca dinastia locale dei Thurzo – Fugger.
Del comune di Dolný Harmanec fa parte la frazione di Horný Harmanec (in tedesco Oberstes Hermantz, in ungherese Felsőhermánd).